# Edwin Elmore
Edwin Elmore (Lima, 18 de enero de 1890 - id. 2 de noviembre de 1925), fue un escritor y académico peruano. Murió asesinado por el poeta José Santos Chocano, luego de encendidas discusiones, en las que se hicieron mutuas ofensas.

## Biografía
Hijo de Teodoro Elmore Fernández de Córdoba e Irene Letts Basadre. Su padre, hijo del capitán inglés Federico Elmore, había sido ingeniero con las tropas peruanas en el Morro de Arica durante la Guerra del Pacífico (actuación por la que recibió la acusación infundada de haber delatado a los chilenos la red de minas que defendía dicho puerto) y, después de la paz con Chile, ministro de Estado durante el gobierno de Eduardo López de Romaña.
Estudió en el Colegio Whilar de Lima y, luego, fue enviado al Forest College en Essex, Inglaterra. Ingresó a la Escuela de Ingenieros, en donde estudió hasta 1910, cuando se enroló como voluntario en el Ejército durante el conflicto con Ecuador de dicho año, llegando al grado de oficial de la reserva. En 1913, ingresó a la Facultad de Letras de la Universidad Nacional Mayor de San Marcos, estudios que tuvo que dejar en 1914 y que prosiguió en 1923. En esa misma facultad fundó un conversatorio estudiantil.
Fue director gerente de la Empresa de Agua del Barranco y Miraflores y director fundador de la revista Mercurio Peruano.
Para 1923, intentó organizar el Congreso Libre de Intelectuales Iberoamericanos, reuniendo a reconocidas figuras como el filósofo cubano Enrique José Varona y el apoyo del mexicano José Vasconcelos. En el proyecto también participaba Emilio Roig de Leuchsenring, quien lo presentó en París entre otros a Miguel de Unamuno, Eduardo Ortega y Gasset, Leopoldo Lugones y a Francisco García Calderón Rey. 
En 1924, durante un viaje a Italia se casó con Elmina de Marinis. De Marinis estaba embarazada cuando se produjo el asesinato de Elmore, decidiendo volver a Italia, donde tuvo a la única hija de la pareja.
Con motivo del Centenario de la Batalla de Ayacucho, en 1924, el poeta José Santos Chocano, que residía en Centroamérica, volvió al Perú y, con el apoyo del gobierno de Augusto B. Leguía, escribió "Ayacucho y los Andes" que él tituló "El hombre sol". Chocano, simpatizante del régimen de Leguía y amigo del dictador venezolano Juan Vicente Gómez, elogió públicamente a las «dictaduras organizadoras» de Latinoamérica. Esto produjo una rápida reacción de parte de los adversarios del leguiísmo en el Perú, así como de otros intelectuales foráneos, entre ellos, el escritor mexicano José Vasconcelos, que criticó a Chocano con "Poemas y bufones". Chocano, ya conocido por su vanidad y su arrogancia descomunal, respondió a Vasconcelos desde el diario La Crónica, usando los más duros términos y haciéndole las más acres críticas.
La Federación de Estudiantes del Perú, conformada por Elmore, José Carlos Mariátegui, Luis Alberto Sánchez, Manuel Beltroy entre otros, apoyó decididamente a Vasconcelos, y varios de sus miembros decidieron firmar una declaración en respaldo del escritor mexicano. Asimismo, Elmore atacó a Chocano a través de un mensaje radial y escribió para el diario La Crónica un artículo donde criticaba duramente a Leguía y a sus partidarios, entre ellos el laureado poeta, pero el director del diario no quiso publicarlo, pues lo consideró muy subido de tono. Por desgracia, uno de los redactores del periódico mostró el escrito a Chocano, quien, muy ofuscado, hizo entonces una llamada telefónica a Elmore, preguntándole: ¿Hablo con el hijo del traidor de Arica?; a lo que Elmore respondió: No se atrevería usted a decírmelo cara a cara.
Tras este áspero intercambio de palabras, Elmore escribió una carta para ser publicada en el diario El Comercio, donde respondía a Chocano. Éste, a la vez, escribió una carta para Elmore (que éste no llegaría a leer), donde le decía:

Desgraciado joven, aunque no tiene usted la culpa de haber sido engendrado por un traidor a la patria, tengo el derecho de creer que los chilenos han pagado a usted para insultarme... Pequeños farsantes todos ustedes, generación de cucarachas brotadas en el estercolero de la oligarquía civilista... Miserable, como he aplastado a Vasconcelos te aplastaré a ti sino te arrodillas a pedirme perdón.

El 31 de octubre de 1925, Elmore y Chocano se encontraron casualmente en el edificio de El Comercio, precisamente cuando se disponían a dejar las mencionadas cartas para ser publicadas. Elmore se abalanzó sobre Chocano, quien sacó un revolver y le disparó. Fue trasladado a la asistencia pública donde falleció tras una penosa agonía dos días después, el 2 de noviembre de 1925. 
Chocano fue detenido, pero durante el proceso siguió difamando a Elmore y a su padre desde "La Hoguera". Chocano era defendido por Ricardo Dulanto, secretario del presidente Leguía, y aunque testificó el director del diario, Antonio Miró Quesada de la Guerra, quien presenció el crimen, los jueces del Tribunal Correccional decidieron, en junio de 1926, solo sentenciarlo a tres años de prisión y al pago de 2,000 libras peruanas. El Congreso, de mayoría leguiísta, decidió cortar el juicio sin que el Tribunal Correccional confirmara o anulara la sentencia. Chocano quedó libre, pero paradójicamente moriría asesinado en Chile en 1934, igual suerte correría el director de El Comercio, quien también sería asesinado unos años después, en 1935.

## Publicaciones
- 1926. Vasconcelos frente a Chocano y Lugones: Los ideales americanos ante el sectarismo contemporáneo. 64 pp.
- 1924. El nuevo Ayacucho. 25 pp.
- 1922. El esfuerzo civilizador y otros ensayos. Editor Imp. El Progreso Editorial, 145 pp.
- 1920. En torno al militarismo: (Propaganda para la formación de los ejércitos civiles). 11 pp.
- 1919. Sobre el españolismo de Rodó. Editor Sanmarti y ca. 13 pp.
- 1917. Tema frívolo. 11 pp.